# Orang Laut
Orang Laut là nhóm những người Proto-Malay (cổ Mã Lai) sống quanh Singapore, bán đảo Mã Lai và quần đảo Riau, cũng như những người có nguồn gốc Malay sống trên các đảo ven biển ở biển Andaman của Ấn Độ, Thái Lan và Myanmar, thường được gọi là người Moken. Họ được xếp vào nhóm người du mục biển (Sea Gypsy hay "Digan biển").
Người Orang Laut nói tiếng Loncong, là ngôn ngữ thuộc nhóm ngôn ngữ Malay thuộc ngữ chi Malay-Polynesia trong ngữ hệ Nam Á.

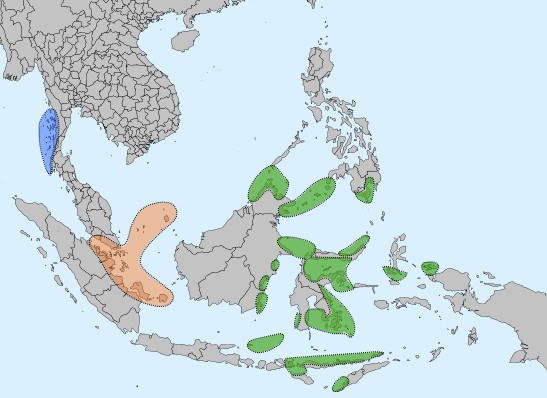
Vùng có "người du mục biển " cư trú ở Đông Nam Á
Moken
Orang Laut
Sama-Bajau

## Từ nguyên
Thuật ngữ Malay "Orang Laut" có nghĩa là các "dân tộc biển". Người Orang laut sống và di chuyển bằng thuyền trên biển theo lối sống du mục biển .
Thuật ngữ Malay khác cho họ là "Orang Selat" có nghĩa là "người Eo biển" (ý nói tới eo biển Malacca), được đưa vào các ngôn ngữ Châu Âu là "Celates".